# Skinner's Baby
Skinner's Baby è un film muto del 1917 diretto da Harry Beaumont e prodotto dalla Essanay di Chicago. Fu l'esordio sullo schermo del piccolo Jackie Coogan che, all'epoca, non aveva neanche tre anni, in una piccola parte non accreditata. Solo alcuni anni più tardi, nel 1921, sarebbe diventato una star interpretando Il monello di Chaplin.

## Trama
In ufficio, il ragioniere capo annuncia con orgoglio di essere diventato papà. Skinner comincia a pensare che alla sua vita manca qualcosa. Così, quando Honey gli confessa di aspettare un bambino, lui diventa pazzo dalla gioia. Naturalmente, il nascituro sarà un maschio, bello, sano e intelligentissimo: già destinato a diventare il prossimo presidente degli Stati Uniti, porterà il nome di William Skinner junior.
Passa qualche tempo: in ufficio giunge la notizia che William Skinner junior è nato. Skinner senior si precipita in ospedale, comperando lungo la strada ogni giocattolo possibile. Quando arriva nella stanza di Honey, scopre però che junior non è un lui, bensì una lei... La gioia di essere diventato padre gli fa dimenticare i suoi sogni di gloria e Skinner accoglie con entusiasmo la piccola.

## Produzione
Il film fu prodotto dalla Essanay Film Manufacturing Company.

## Distribuzione
Distribuito dalla V-L-S-E, il film uscì nelle sale cinematografiche USA il 6 agosto 1917. In Francia venne ribattezzato con il titolo Son fils e venne distribuito il 2 gennaio 1920. Uscì anche in Danimarca come Naar man skal være Fader første Gang.